# Artins
Artins là một xã thuộc tỉnh Loir-et-Cher département in central Pháp.